# Reportáž

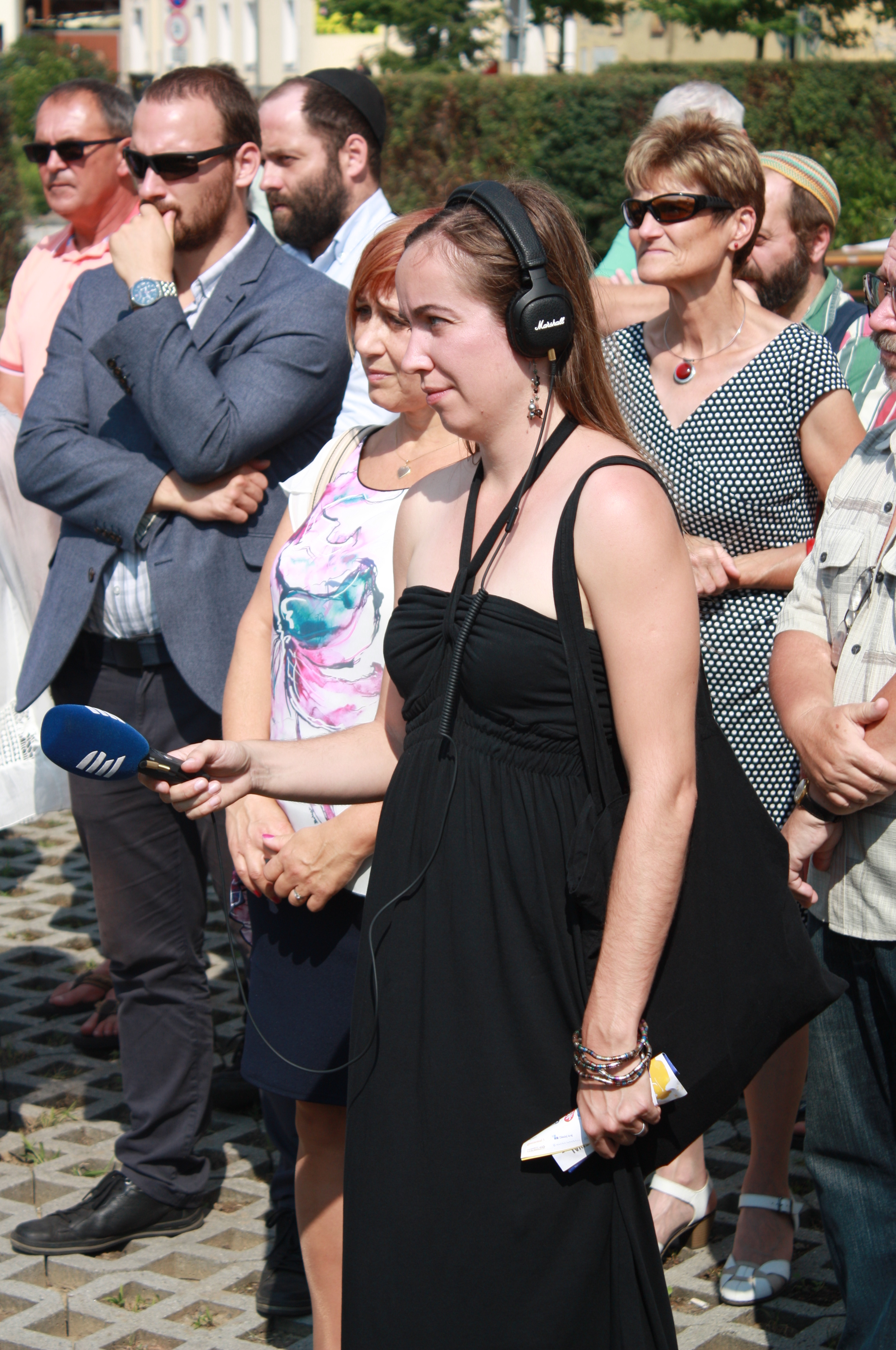
Reportérka Českého rozhlasu

Reportáž (z franc. reporter – přinášet) je původně literární útvar používaný v žurnalistice; reportáž však může být psaná i obrazová, televizní, rozhlasová či internetová. Popisuje a zobrazuje skutečnost na základě konkrétních faktů, většinou získaných přímou účastí nebo pozorováním.
Autor reportáže – reportér či reportérka – se pohybuje na hranici zpravodajství a publicistiky: událost popisuje a zároveň ji i hodnotí, jeho postoj je často zřetelný a ovlivňuje kompozici. Podstatnými znaky reportáže je věcnost, důraz na detail (vyžaduje všímavost reportéra), přesnost a pokud možno objektivita. Reportáž je „rozšířeným zpravodajstvím“, podrobnější a „přímo u toho“.
Základními metodami tvorby reportáže jsou:[zdroj?]
- pozorování
- přímá účast
- sběr faktů
- konfrontace pohledů

Většinou se jedná o jejich kombinaci, v některých reportážích výrazně převažuje některá ze složek, s čímž souvisí i výběr kompozice (dramatická, lineární, k. kontrastu, kruhová). Reportér je pozorovatelem (a často i účastníkem) popisované události, což přináší specifický pohled na ni a čtenáři pak i lepší zprostředkování zážitku.
Základem reportáže je popisný postup. Reportáž chce vyvolat názornou představu prostředí. Usiluje o zajímavost. Užívá expresivních obrazných a aktualizovaných prostředků. Může mít někdy formu interview.

## Historie reportáže

### Svět
Reportáž ovlivnily především realismus a naturalismus (Émile Zola[ujasnit]). Velký vliv na vznik reportáže jako svébytného žánru měl americký styl muckraking (kydání hnoje). Upton Sinclair, L. Steffens a I. Tarbellová si dali za cíl odhalovat korupci a jinou špínu v obchodu a politice. Hnutí muckraking vzniklo kolem roku 1902, trvalo až do 1. světové války, název mu dal prezident Theodore Roosevelt.[zdroj?]
První světová válka se stala důležitým mezníkem ve vývoji reportáže, tento útvar přinášel šokující[zdroj?] zážitky z front a o pohnuté příběhy. Namísto fabulace je zájem o přesný popis skutečnosti. Egon Ervín Kisch se dokonce domníval, že reportáž je jediným žánrem, který do budoucna může setrvat na literární scéně.[zdroj?] Tento „zuřivý reportér“ je dodnes uznávanou legendou pro svůj smysl pro detail a čtivé reportáže.
Také Ernest Hemingway se stal žurnalistou a reportérem během 1. světové války, používal objektivistický přístup a tzv. metodu špičky ledovce (autor použije v reportáži jen zlomek svých znalostí o problému, ten zbytek je „pod hladinou“, ale kdyby tam nebyl, tak by ta špička nebyla tak vysoko). Dalším světovým reportérem byl Richard Halliburton, reportér a cestovatel, vydal se např. po stopách Alexandra Velikého, přešel jako Hannibal přes Alpy, zahynul při pokusu přeplout Tichý oceán v čínské bárce.

### Česko
Kromě již zmíněného Kische můžeme k prvním reportérům v českých zemích zařadit Jana Nerudu, jehož Dopisy z Vídně kromě průběhu jednání parlamentu obsahuje i líčení nálad, popis prostředí apod. Během 2. světové války zpravoval zahraniční ČTK František Feigel, který začal jako soudničkář. V roce 1939 uprchl do Francie, později v první linii absolvoval boj o osvobození Evropy. Po válce přinesl přes 800 reportáží z Norimberského procesu vysílaných rozhlasem.

## Čeští reportéři
Nereprezentativní namátkový výběr:
- Ludvík Aškenazy
- Julius Fučík
- Karel Hvížďala
- Radek John
- Ivan Klíma
- Rudolf Křesťan
- Karel Kyncl
- Ladislav Mňačko
- Petra Procházková
- Josef Velek
- Saša Uhlová
- Jakub Szántó